# Arene socorroensis
Arene socorroensis is een slakkensoort uit de familie van de Areneidae. De wetenschappelijke naam van de soort is voor het eerst geldig gepubliceerd in 1934 door Strong.